# Антоній Сурозький
Митрополи́т Анто́ній (Антоній Суро́зький, в миру Андрі́й Бори́сович Блум; рос. Андрей Борисович Блум; 6 червня [19 червня] 1914, Лозанна, Швейцарія — 4 серпня 2003, Лондон) — єпископ Російської православної церкви, митрополит Сурозький. Філософ, проповідник.
Автор численних книг і статей на різних мовах про духовне життя та православну духовність.

## Біографія
Андрій Блум народився 19(6) червня 1914 року в Лозанні, в сім'ї співробітника російської дипломатичної служби. Батько — Борис Едуардович Блум (1882—1937) — мав шотландське коріння. Мати — Ксенія Миколаївна Скрябіна (1889—1958) — єдинокровна сестра знаменитого композитора Олександра Скрябіна. Дитинство Андрія пройшло в Персії, де його батько був консулом.
Після революції в Росії родина була змушена емігрувати з країни, кілька років поневірялася по Європі, і в 1923 році оселилася в Парижі (Франція).
У 14-річному віці Андрій прочитав Євангеліє і звернувся до Христа, був активним членом російського студентського християнського руху (скор. РСХР), був прихожанином Храму трьох Святителів в Парижі.
У 1931 році був посвячений у стихар для служіння в храмі Трьохсвятительського подвір'я, єдиного тоді храму Московського Патріархату в Парижі.
По завершенні курсу школи вступив до Сорбонни і закінчив там біологічний та медичний факультети (1938).
10 вересня 1939 таємно прийняв чернечі обітниці і відправився на фронт як армійський хірург (1939—1940), потім працював лікарем у Парижі. Під час окупації Франції брав участь в русі Французького опору, був лікарем в антифашистському підпіллі.
17 квітня 1943 був пострижений у мантію з ім'ям Антоній на честь преподобного Антонія Києво-Печерського. Постриг здійснював настоятель Подвір'я і духівник майбутнього митрополита архімандрит Афанасій (Нечаєв).
Андрій Борисович працював лікарем аж до 27 жовтня 1948, коли митрополит Серафим (Лук'янов) висвятив його в ієродиякони.
14 листопада 1948 митрополитом Серафимом (Лук'яновим) висвячений у сан ієромонаха і направлений у Велику Британію як духовний керівник англо-православної Співдружності святого Албанія і преподобного Сергія (1948—1950).
З 1 вересня 1950 — настоятель патріаршого храму святого апостола Пилипа і преподобного Сергія в Лондоні.
7 січня 1954 возведений у сан ігумена. 9 травня 1956 возведений у сан архімандрита.
У грудні цього ж року призначений настоятелем патріаршого храму Успіння Божої Матері та Всіх святих в Лондоні. На посаді настоятеля даного храму, згодом кафедрального собору, він залишався до останніх днів свого життя.
29 листопада 1957 — названий, а 30 листопада 1957 року в Лондоні хіротонізований в єпископи Сергіївського, вікарія Західноєвропейського екзархату Московського Патріархату з місцеперебуванням в Лондоні. Архієрейську хіротонію звершили архієпископ Клішинський Микола (Єрьомін) і єпископ Апамейський Яків (Вірвос), вікарій Екзарха Патріарха Константинопольського в Західній Європі.
У 1958 році був учасником богословських співбесід між делегаціями Православних Церков та представниками Англіканської Церкви.
У 1961 році в складі делегації Російської православної церкви брав участь у роботі з'їзду Всесвітньої ради церков (ВРЦ) в Нью-Делі.
У 1962 році возведений у сан архієпископа з дорученням окормлення російських православних парафій у Великій Британії та Ірландії на чолі заснованої 10 жовтня 1962 Сурозької єпархії РПЦ у Великій Британії. Його проповіді залучили в лоно православної Церкви сотні англійців.
У 1963 році — член делегації Російської Православної Церкви на святкуванні 1000-річчя православного чернецтва на Афоні.
3 грудня 1965 возведений у сан митрополита та призначений Патріаршим екзархом Західної Європи.
У 1968 році в складі делегації Російської православної церкви брав участь у роботі з'їзду Всесвітньої ради церков (ВРЦ) в Упсалі. З 1968 по 1975 року — член Центрального комітету ВРЦ.
Учасник Помісного Собору Російської православної церкви 1971-го року.
У 1972 по 1973 роки — читав лекції в Кембриджському університеті.
31 січня 1983 Рада Московської духовної академії присудила митрополиту Антонію ступінь доктора богослов'я honoris causa за сукупність його науково-богословських і проповідницьких праць, опублікованих з 1948 року і по теперішній час в «Журналі Московської Патріархії» та в інших виданнях. 3 лютого в Актовій залі МДА відбулося урочисте вручення докторського хреста і диплома наукового ступеня доктора богослов'я. Було відзначено, що за 34 роки пастирського служіння він прочитав понад 10 000 лекцій в різних храмах, студентських та інших громадах.
Часто виступав на Британському радіо і телебаченні. Неодноразово приїжджав в СРСР, де активно проповідував, брав участь у зборах однодумців на квартирах.
На Помісному Соборі Російської православної церкви в червні 1990 року був попередньо висунутий як додатковий кандидат на Патріарший престол; кандидатура була відведена головою першого дня Собору митрополитом Філаретом (Денисенком) з огляду на те, що у запропонованого кандидата не було радянського громадянства (що було вимогою Статуту до кандидата в Патріархи). Був головою лічильної комісії на Соборі, котра обрала митрополита Ленінградського Алексія (Рідігера).
Рішенням Вченої ради Київської Духовної академії від 24 вересня 1999 року «за видатні праці на богословській ниві і в знак глибокої поваги до святительських заслуг на благо Святої Православної Матері-Церкви» митрополиту Антонію Сурозькому присуджено ступінь доктора богослов'я honoris causa.
За роки свого служіння у Великій Британії працями митрополита Антонія на основі єдиного невеликого російського приходу в Лондоні утворилася ціла єпархія. У єпархії читалися лекції, проводилися щорічні парафіяльні збори, загальноєпархіальні з'їзди та збори духовенства. Митрополит Антоній брав активну участь в церковному і суспільному житті й користувався популярністю в різних країнах.
Після того як у 1996 році був удостоєний звання почесного доктора Кембриджського університету, висловив думку про створення в Кембриджі православного інституту, який був заснований в 1999 році.
Після смерті в 1999 році митрополита Леонтія (Бондаря) був найстаршим за хіротонією єпископом Російської православної церкви.
Останній рік (2002) управління митрополита Антонія єпархією був затьмарений гострими особистими конфліктами, особливо єпископа Василія (Осборна) з новопоставлених вікарієм єпархії — єпископом Іларіоном (Алфеєвим). З приводу конфлікту Антоній Сурозький написав відкритого листа єпископу Іларіону..
На початку 2003 року переніс хірургічну операцію, після чого 1 лютого 2003 подав прохання про відхід на спокій за станом здоров'я, а 30 липня 2003 постановою Священного Синоду РПЦ звільнений від управління Сурозькою єпархією і звільнений на спокій.
Помер 4 серпня 2003 року в Лондоні в хоспісі близько 19 години за москвським часом. Відспівування відбулося 13 серпня в Лондонському кафедральному соборі Успіння Пресвятої Богородиці та Всіх Святих; його звершили митрополит Мінський і Слуцький Філарет (Вахромєєв) у співслужінні архієпископа Фіатирського Григорія (Феохаруса-Хадзітофі) (Константинопольський Патріархат), архієпископа Керченського Анатолія (Кузнєцова), архієпископа Корсунського Інокентія (Васильєва) і єпископа Сергіївського Василія (Осборна), кліру Сурозької єпархії, інших єпархій Російської Православної Церкви в Європі і в Росії, а також представників грецького та сербського духовенства. Похований на Бромптонському кладовищі.

## Нагороди
- Медаль Товариства заохочення добра (1945, Франція, «за активну діяльність на благо Православної Церкви»)
- Орден святого рівноапостольного князя Володимира I ступеня (1961)
- Орден святого Андрія (1963, Константинопольський Патріархат),
- Ламбетський хрест (1975, Англіканська Церква)
- Орден преподобного Сергія Радонезького 2-го ступеня (5 липня 1979)
- Доктор богослов'я honoris causa (1973, Абердинський університет, «за проповідь слова Божого і пожвавлення духовного життя в країні»)
- Почесний доктор Московської Духовної академії (1983)
- Почесний доктор Кембриджського університету (1996)
- Почесний доктор Київської духовної академії (1999)